# Чемпіонат Європи з футболу 2004
Чемпіонат Європи з футболу 2004 року відбувся з 12 червня по 4 липня в Португалії, яка вперше приймала спортивну подію подібного масштабу. УЄФА назвала чемпіонат одним із найкращих за історію турніру.

## Кваліфікація
Докладніше див. Чемпіонат Європи з футболу 2004 (кваліфікаційний раунд).

## Команди
Склади команд-учасниць див. Чемпіонат Європи з футболу 2004 (склади команд).

## Міста і стадіони
| Розташування                                                  | Місто       | Стадіон             | Місткість | Клуб                   | Матчі                                                      |
| ------------------------------------------------------------- | ----------- | ------------------- | --------- | ---------------------- | ---------------------------------------------------------- |
| Брага Гімарайш Порту Авейру Коїмбра Лейрія Лісабон Фару Лоуле | Порту       | «Драгау»            | 50 399    | «Порту»                | Матч відкриття і ще 2 групові матчі, чвертьфінал, півфінал |
| Брага Гімарайш Порту Авейру Коїмбра Лейрія Лісабон Фару Лоуле | Порту       | «Беса Секулу XXI»   | 28 262    | «Боавішта»             | 3 групових матчі                                           |
| Брага Гімарайш Порту Авейру Коїмбра Лейрія Лісабон Фару Лоуле | Лісабон     | «Луж»               | 65 647    | «Бенфіка»              | 3 групових матчі, чвертьфінал, фінал                       |
| Брага Гімарайш Порту Авейру Коїмбра Лейрія Лісабон Фару Лоуле | Лісабон     | «Алваладе XXI»      | 50 095    | «Спортінг» (Лісабон)   | 3 групових матчі, чвертьфінал, півфінал                    |
| Брага Гімарайш Порту Авейру Коїмбра Лейрія Лісабон Фару Лоуле | Авейру      | «Муніципальний»     | 30 678    | «Бейра-Мар»            | 2 групових матчі                                           |
| Брага Гімарайш Порту Авейру Коїмбра Лейрія Лісабон Фару Лоуле | Брага       | «Муніципальний»     | 30 154    | «Спортінг» (Брага)     | 2 групових матчі                                           |
| Брага Гімарайш Порту Авейру Коїмбра Лейрія Лісабон Фару Лоуле | Гімарайш    | «Афонсу Енрікеш»    | 30 146    | «Віторія» (Гімарайш)   | 2 групових матчі                                           |
| Брага Гімарайш Порту Авейру Коїмбра Лейрія Лісабон Фару Лоуле | Коїмбра     | «Сідаде де Коїмбра» | 30 210    | «Академіка»            | 2 групових матчі                                           |
| Брага Гімарайш Порту Авейру Коїмбра Лейрія Лісабон Фару Лоуле | Лейрія      | «Магальяйш Песоа»   | 24 771    | «Уніау Лейрія»         | 2 групових матчі                                           |
| Брага Гімарайш Порту Авейру Коїмбра Лейрія Лісабон Фару Лоуле | Фару, Лоуле | «Алгарве»           | 30 305    | «Фаренсе», «Лоулетану» | 2 групових матчі, чвертьфінал                              |

## Груповий етап

### Група A
|            |   |     |   |     |   |   |    |
| Команда    | М | Пер | Н | Пор | + | - | Оч |
| Португалія | 3 | 2   | 0 | 1   | 4 | 2 | 6  |
| Греція     | 3 | 1   | 1 | 1   | 4 | 4 | 4  |
| Іспанія    | 3 | 1   | 1 | 1   | 2 | 2 | 4  |
| Росія      | 3 | 1   | 0 | 2   | 2 | 4 | 3  |
|            |   |     |   |     |   |   |    |

| Результати     |                                  |            |           |            |
| Дата           | Місце проведення                 |            | Результат |            |
| 12 червня 2004 | Порту, стадіон «Драгау»          | Португалія | 1:2       | Греція     |
| 12 червня 2004 | Фару/Лоуле, стадіон «Алгарве»    | Іспанія    | 1:0       | Росія      |
| 16 червня 2004 | Порту, стадіон «Беса Секулу XXI» | Греція     | 1:1       | Іспанія    |
| 16 червня 2004 | Лісабон, стадіон «Луж»           | Росія      | 0:2       | Португалія |
| 20 червня 2004 | Лісабон, стадіон «Алваладе XXI»  | Іспанія    | 0:1       | Португалія |
| 20 червня 2004 | Фару/Лоуле, стадіон «Алгарве»    | Росія      | 2:1       | Греція     |

### Група B
|           |   |     |   |     |   |   |    |
| Команда   | М | Пер | Н | Пор | + | - | Оч |
| Франція   | 3 | 2   | 1 | 0   | 7 | 4 | 7  |
| Англія    | 3 | 2   | 0 | 1   | 8 | 4 | 6  |
| Хорватія  | 3 | 0   | 2 | 1   | 4 | 6 | 2  |
| Швейцарія | 3 | 0   | 1 | 2   | 1 | 6 | 1  |
|           |   |     |   |     |   |   |    |

| Результати     |                                      |           |           |           |
| Дата           | Місце проведення                     |           | Результат |           |
| 13 червня 2004 | Лейрія, стадіон «Магальяйш Песоа»    | Швейцарія | 0:0       | Хорватія  |
| 13 червня 2004 | Лісабон, стадіон «Луж»               | Франція   | 2:1       | Англія    |
| 17 червня 2004 | Коїмбра, стадіон «Сідаде де Коїмбра» | Англія    | 3:0       | Швейцарія |
| 17 червня 2004 | Лейрія, стадіон «Магальяйш Песоа»    | Хорватія  | 2:2       | Франція   |
| 21 червня 2004 | Лісабон, стадіон «Луж»               | Хорватія  | 2:4       | Англія    |
| 21 червня 2004 | Коїмбра, стадіон «Сідаде де Коїмбра» | Швейцарія | 1:3       | Франція   |

### Група C
|          |   |     |   |     |   |   |    |
| Команда  | М | Пер | Н | Пор | + | - | Оч |
| Швеція   | 3 | 1   | 2 | 0   | 8 | 3 | 5  |
| Данія    | 3 | 1   | 2 | 0   | 4 | 2 | 5  |
| Італія   | 3 | 1   | 2 | 0   | 3 | 2 | 5  |
| Болгарія | 3 | 0   | 0 | 3   | 1 | 9 | 0  |
|          |   |     |   |     |   |   |    |

| Результати     |                                    |          |           |          |
| Дата           | Місце проведення                   |          | Результат |          |
| 14 червня 2004 | Гімарайш, стадіон «Афонсу Енрікеш» | Данія    | 0:0       | Італія   |
| 14 червня 2004 | Лісабон, стадіон «Алваладе XXI»    | Швеція   | 5:0       | Болгарія |
| 18 червня 2004 | Брага, стадіон «Муніципальний»     | Болгарія | 0:2       | Данія    |
| 18 червня 2004 | Порту, стадіон «Драгау»            | Італія   | 1:1       | Швеція   |
| 22 червня 2004 | Гімарайш, стадіон «Афонсу Енрікеш» | Італія   | 2:1       | Болгарія |
| 22 червня 2004 | Порту, стадіон «Беса Секулу XXI»   | Данія    | 2:2       | Швеція   |

### Група D
|            |   |     |   |     |   |   |    |
| Команда    | М | Пер | Н | Пор | + | - | Оч |
| Чехія      | 3 | 3   | 0 | 0   | 7 | 4 | 9  |
| Нідерланди | 3 | 1   | 1 | 1   | 6 | 4 | 4  |
| Німеччина  | 3 | 0   | 2 | 1   | 2 | 3 | 2  |
| Латвія     | 3 | 0   | 1 | 2   | 1 | 5 | 1  |
|            |   |     |   |     |   |   |    |

| Результати     |                                  |            |           |            |
| Дата           | Місце проведення                 |            | Результат |            |
| 15 червня 2004 | Авейру, стадіон «Муніципальний»  | Чехія      | 2:1       | Латвія     |
| 15 червня 2004 | Порту, стадіон «Драгау»          | Німеччина  | 1:1       | Нідерланди |
| 19 червня 2004 | Порту, стадіон «Беса Секулу XXI» | Латвія     | 0:0       | Німеччина  |
| 19 червня 2004 | Авейру, стадіон «Муніципальний»  | Нідерланди | 2:3       | Чехія      |
| 23 червня 2004 | Брага, стадіон «Муніципальний»   | Нідерланди | 3:0       | Латвія     |
| 23 червня 2004 | Лісабон, стадіон «Алваладе XXI»  | Німеччина  | 1:2       | Чехія      |

## Чвертьфінал
| Результати     |                                 |            |                     |            | |  |  |
| Дата           | Місце проведення                |            | Результат           |            | |  |  |
| 24 червня 2004 | Лісабон, стадіон «Луж»          | Португалія | 2:2 (0:0, п.п. 6:5) | Англія     | Поштіга (83), Руй Кошта (110) — Оуен (3), Лемпард (115) Післяматчеві пенальті: 2.Деку 1:0 1.Бекхем (мимо) 0:0 4.Сімао 2:1 3.Оуен 1:1 6.Руй Кошта (мимо) 2:2 5.Лемпард 2:2 8.Кр. Роналду 3:3 7.Террі 2:3 10.Маніше 4:4 9.Харгрівз 3:4 12.Поштіга 5:5 11.Ешлі Коул 4:5 14.Рікарду (ГК) 6:5 13.Васселл (воротар) 5:5 |  |  |
| 25 червня 2004 | Лісабон, стадіон «Алваладе XXI» | Франція    | 0:1                 | Греція     | |  |  |
| 26 червня 2004 | Фару/Лоуле, стадіон «Алгарве»   | Швеція     | 0:0 (0:0, п.п. 4:5) | Нідерланди | |  |  |
| 27 червня 2004 | Порту, стадіон «Драгау»         | Чехія      | 3:0                 | Данія      | |  |  |
|                |                                 |            |                     |            | |  |  |

## Півфінал
| Результати     |                                 |            |           |            |                                                        |  |  |
| Дата           | Місце проведення                |            | Результат |            |                                                        |  |  |
| 30 червня 2004 | Лісабон, стадіон «Алваладе XXI» | Португалія | 2:1       | Нідерланди | Кріштіану Роналду (26), Маніше (58) — Андраде (63, аг) |  |  |
| 1 липня 2004   | Порту, стадіон «Драгау»         | Греція     | 1:0       | Чехія      | Деллас (105+1)                                         |  |  |
|                |                                 |            |           |            |                                                        |  |  |

## Фінал
| Результати   |                        |            |           |        |                |
| Дата         | Місце проведення       |            | Результат |        |                |
| 4 липня 2004 | Лісабон, стадіон «Луж» | Португалія | 0:1       | Греція | Харістеас (57) |

## Бомбардири
| 5 голів - Мілан Барош 4 голи - Вейн Руні - Руд ван Ністельрой 3 голи - Зінедін Зідан - Генрік Ларссон - Йон Даль Томассон - Ангелос Харистеас - Френк Лемпард 2 голи - Кріштіану Роналду - Златан Ібрагімович - Тьєррі Анрі - Антоніо Кассано - Марек Гайнц - Руй Кошта - Ян Коллер - Маніше | 1 гол - Гіоргіос Карагуніс - Цисіс Вризас - Давид Трезеге - Елдер Поштіга - Дмитро Кириченко - Дмитро Буликін - Міхаель Баллак - Торстен Фрінґс - Маріс Верпаковскіс - Мартін Петров - Йоган Фонлантен - Єспер Гронк'яер |